# 斯姆巴特一世
斯姆巴特一世（Սմբատ Ա）是一位亞美尼亞國王，890年至914年在位。他是阿碩特一世之子，巴格拉圖尼王朝亞美尼亞的第二任統治者。

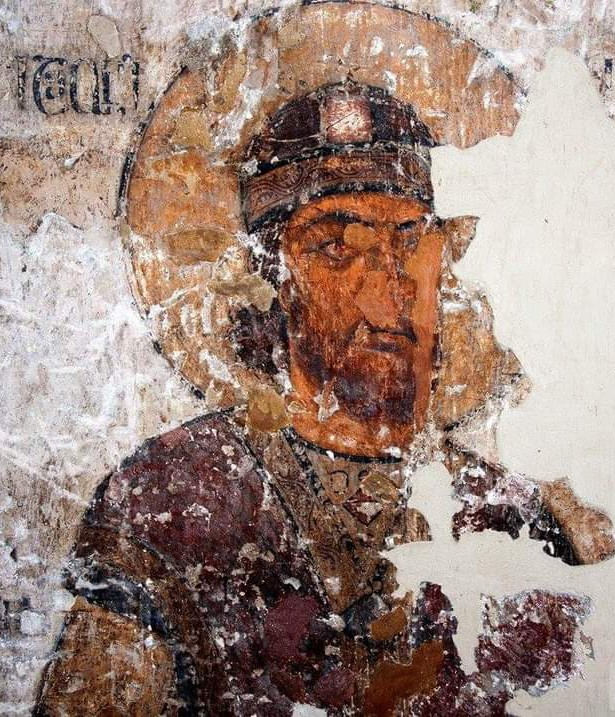
斯姆巴特一世

斯姆巴特一世在父親去世後即位。他在位期間繼續與阿拉伯人的戰爭，起初成功奪回亞美尼亞舊都德溫，但在908年阿爾茨魯尼家族的加吉克一世在薩吉王朝的支持下起兵稱王，建立瓦斯普拉幹王國。914年斯姆巴特一世被薩吉王朝埃米爾優素福·本·阿比-薩吉俘虜並折磨至死。他的兒子與繼任者是阿碩特二世。